# Jean-Paul Coquelin
Pour les articles homonymes, voir Coquelin.
Jean-Paul Coquelin, né le 3 janvier 1924 à Paris 16e, et mort le 25 avril 2001 à Saint-Germain-en-Laye, est un acteur français.

## Biographie
Il est le fils de Jean Coquelin et le petit-fils de Coquelin aîné, tous deux comédiens.

## Filmographie

### Cinéma

#### Longs métrages
- 1949 : La Belle Meunière
- 1951 : Seul dans Paris : petit rôle (non crédité)
- 1957 : Le colonel est de la revue : Victor
- 1957 : Les Suspects : un technicien sud-tunisien
- 1959 : Marie des Isles : petit rôle (non crédité)
- 1960 : Le Capitan : Vitry
- 1960 : Le Trou : le lieutenant Grinval (en tant que J. Paul Coquelin)
- 1961 : Le Tracassin ou Les Plaisirs de la ville
- 1963 : Seul... à corps perdu
- 1978 : La Carapate : un brigadier (non crédité)

#### Courts-métrages
- 1954 : Ma veuve

### Télévision

#### Séries télévisées
- 1958-1962 : Plaisir du théâtre : Mauret / Chavarus
- 1962 : Les Cinq Dernières Minutes, épisode Le Tzigane et la Dactylo de Pierre Nivollet : le chauffeur
- 1962 : Les Cinq Dernières Minutes de Pierre Nivollet, épisode : Un mort à la une (série télévisée) : le photographe
- 1965 : Seule à Paris
- 1966-1974 : Au théâtre ce soir : Constant / Charles / Alfred
- 1968 : Les Demoiselles de Suresnes, série de Pierre Goutas
- 1969 : Allô police : Germand
- 1969 : Le Trésor des Hollandais : Brignolle
- 1974 : La Folie des bêtes : le docteur Vivien
- 1975 : Le Secret des dieux : le curé
- 1991 : Bucky O'Hare and the Toad Wars!
- 1991 : Draculito, mon saigneur (Little Dracula)
- 1991-1992 : Tortues Ninja : Les Chevaliers d'écaille
- 1991-1993 : La Légende de Prince Vaillant (The Legend of Prince Valiant)

#### Téléfilms
- 1963 : Les choses voient : Juste
- 1972 : La Canne : M. Canello
- 1974 : La Loire, Agnès et les Garçons : l'oncle Jeanneret
- 1979 : La Chaîne : le photographe

## Doublage

### Cinéma

#### Films
- 1973 : Serpico : le commissaire Roy Palmer (Bernard Barrow)